# Glenn Goldup
Glenn Goldup (né le 26 avril 1953 à St. Catharines, dans la province de l'Ontario au Canada) est un joueur professionnel canadien de hockey sur glace. Il est le fils de Hank Goldup vainqueur de la Coupe Stanley en 1942 avec les Maple Leafs de Toronto.

## Biographie

### Carrière junior
En 1969, il commence sa carrière avec les Marlboros de Toronto dans l'Association de hockey de l'Ontario. Il est choisi au cours du repêchage amateur 1973 dans la Ligue nationale de hockey par les Canadiens de Montréal en 2e ronde, en 17e position. Il est choisi au cours du repêchage amateur 1973 dans l'Association mondiale de hockey par les Whalers de la Nouvelle-Angleterre en 1e ronde, en 2e position. En 1973, il met la main sur la Coupe J.-Ross-Robertson avec les Malboros, remis au vainqueur des séries éliminatoires dans la AHO, aujourd'hui devenu la LHO. Par la suite, lors de la même saison, les Malboros gagne la Coupe Memorial en battant les Remparts de Québec par la marque 9-1.

### Carrière professionnelle
Il passe professionnel avec les Canadiens de Montréal dans la Ligue nationale de hockey en 1973. Le 12 juin 1976, il est échangé aux Kings de Los Angeles avec un choix de troisième ronde en 1978 contre d'un choix de troisième ronde en 1977, et le choix des Kings de troisième ronde en 1978.

## Statistiques
| Saison     | Équipe                          | Ligue      |     | Saison régulière | Saison régulière | Saison régulière | Saison régulière | Saison régulière |   | Séries éliminatoires | Séries éliminatoires | Séries éliminatoires | Séries éliminatoires | Séries éliminatoires |
| Saison     | Équipe                          | Ligue      | PJ  | B                | A                | Pts              | Pun              | PJ               | B | A                    | Pts                  | Pun                  |                      |                      |
| 1969-1970  | Marlboros de Toronto            | AHO        | 2   | 0                | 1                | 1                | 0                | -                | - | -                    | -                    | -                    |                      |                      |
| 1970-1971  | Marlboros de Toronto            | AHO        | 58  | 12               | 22               | 34               | 82               | -                | - | -                    | -                    | -                    |                      |                      |
| 1971-1972  | Marlboros de Toronto            | AHO        | 63  | 24               | 34               | 58               | 161              | -                | - | -                    | -                    | -                    |                      |                      |
| 1972-1973  | Marlboros de Toronto            | AHO        | 54  | 42               | 53               | 95               | 161              | -                | - | -                    | -                    | -                    |                      |                      |
| 1973-1974  | Voyageurs de la Nouvelle-Écosse | LAH        | 44  | 18               | 15               | 33               | 64               | -                | - | -                    | -                    | -                    |                      |                      |
| 1973-1974  | Canadiens de Montréal           | LNH        | 6   | 0                | 0                | 0                | 0                | -                | - | -                    | -                    | -                    |                      |                      |
| 1974-1975  | Voyageurs de la Nouvelle-Écosse | LAH        | 49  | 15               | 16               | 31               | 140              | 5                | 1 | 4                    | 5                    | 36                   |                      |                      |
| 1974-1975  | Canadiens de Montréal           | LNH        | 9   | 0                | 1                | 1                | 2                | -                | - | -                    | -                    | -                    |                      |                      |
| 1975-1976  | Voyageurs de la Nouvelle-Écosse | LAH        | 65  | 23               | 22               | 45               | 131              | 9                | 8 | 3                    | 11                   | 33                   |                      |                      |
| 1975-1976  | Canadiens de Montréal           | LNH        | 3   | 0                | 0                | 0                | 2                | -                | - | -                    | -                    | -                    |                      |                      |
| 1976-1977  | Kings de Los Angeles            | LNH        | 28  | 7                | 6                | 13               | 29               | 8                | 2 | 2                    | 4                    | 2                    |                      |                      |
| 1976-1977  | Texans de Fort Worth            | LCH        | 7   | 2                | 2                | 4                | 9                | -                | - | -                    | -                    | -                    |                      |                      |
| 1977-1978  | Kings de Los Angeles            | LNH        | 66  | 14               | 18               | 32               | 66               | 2                | 1 | 0                    | 1                    | 11                   |                      |                      |
| 1978-1979  | Kings de Los Angeles            | LNH        | 73  | 15               | 22               | 37               | 89               | 2                | 0 | 1                    | 1                    | 9                    |                      |                      |
| 1979-1980  | Kings de Los Angeles            | LNH        | 55  | 10               | 11               | 21               | 78               | 4                | 1 | 0                    | 1                    | 0                    |                      |                      |
| 1980-1981  | Nighthawks de New Haven         | LAH        | 15  | 6                | 2                | 8                | 36               | 3                | 0 | 0                    | 0                    | 0                    |                      |                      |
| 1980-1981  | Kings de Los Angeles            | LNH        | 49  | 6                | 9                | 15               | 35               | -                | - | -                    | -                    | -                    |                      |                      |
| 1981-1982  | Nighthawks de New Haven         | LAH        | 51  | 14               | 17               | 31               | 91               | 4                | 3 | 1                    | 4                    | 2                    |                      |                      |
| 1981-1982  | Kings de Los Angeles            | LNH        | 2   | 0                | 0                | 0                | 2                | -                | - | -                    | -                    | -                    |                      |                      |
| 1982-1983  | Nighthawks de New Haven         | LAH        | 28  | 0                | 8                | 8                | 39               | -                | - | -                    | -                    | -                    |                      |                      |
| 1983-1984  | Nighthawks de New Haven         | LAH        | 1   | 0                | 0                | 0                | 0                | -                | - | -                    | -                    | -                    |                      |                      |
| Totaux LNH | Totaux LNH                      | Totaux LNH | 291 | 52               | 67               | 119              | 303              | 16               | 4 | 3                    | 7                    | 22                   |                      |                      |